# 陳逆
陳逆（?—?），字子行，中国春秋时期齐国执政大臣陈恒的族人。 
前484年，艾陵之战前，陈子行命令他的部下准备好含玉。前481年，另一执政阚止晚上朝见齐简公，阚止碰见陈逆杀人，将逮捕带进公宫。陈氏族人让陈逆装病，送去洗头的淘米水，备有酒肉。陈逆请看他守的人吃喝，他们喝醉以后被陈逆杀死。陈逆逃走，阚止和陈氏族人在陈氏宗主陈恒家中结盟。田豹告知阚止要危害陈恒的时候，陳逆劝说陈恒：“他得到国君信任，不先下手，必然要加祸于您。”子行就在公宫里住下。五月十三日，陈恒入宫杀阚止，侍者抵御他们，子行杀了侍者。齐简公帮助阚止抵抗陈恒，陈恒就准备逃亡：“哪里没有国君？”子行抽出剑：“迟疑软弱，反害大事。你要走了，谁不能做陈氏的宗主？你走，我要不杀你，有历代宗主为证！”陈成子就不出走了陳逆陈恒杀死阚止的时候，准备杀大陆子方，陈逆请求而赦免了。